# بزرگراه میان‌ایالتی ۸۰
بزرگراه میان ایالتی ۸۰ (به انگلیسی: Interstate-80، مخفف:I-80) یکی از بزرگراه‌های میان ایالتی آمریکاست؛ که مسیر شرقی-غربی داشته و زیرمجموعه دارد. این بزرگراه، از بزرگترین بزرگراه‌های آمریکاست.